# Szenzáció!
A Szenzáció! (eredeti cím: The Front Page) 1974-ben bemutatott amerikai bűnügyi vígjáték Billy Wilder rendezésében, Walter Matthau, Jack Lemmon és Susan Sarandon főszereplésével.

## Cselekmény
|  | Alább a cselekmény részletei következnek! |

- Mr.Williams, Önt holnap reggel felakasztják. Mit gondol erről?
- Hát, őszintén szólva örülök, hogy kikerülök a cellámból. Roppant huzatos.
Chicago, 1928 nyara. Tombol a gengsztervilág és az első  kommunistaellenes hisztéria. A város nagy eseményre készül, másnap hajnalban hosszú idő után először akasztás lesz. Earl Williams, a rendőrgyilkos „bolsevik” rém a megyei bíróság udvarán lép a bitófa alá. Az udvaron nagy a sürgés-fogás, ácsolják az akasztófát és a meghívott közönség számára a lelátókat. Délután a városi lapok tudósítói már sorra gyülekeznek a bíróság sajtószobájában, hátha valami rendkívüli esemény történik. Az idejüket szokás szerint pókerezéssel töltik. A Chicago Examiner legjobb tudósítója, Hildy Johnson széke azonban üres, senki sem tudja, hol van. Walter Burns, a lap főszerkesztője a haját tépi, embereket küld Hildy megkeresésére, már a gőzfürdőben és a hullaházban is keresteti, de sehol sem találják, mikor Hildy vidáman besétál a szerkesztőségbe. Közli, hogy azonnali hatállyal kilép, másnap megnősül és a reklámszakmában helyezkedik el az apósa cégénél Philadelphiában.
Megdöbbent főnöke megpróbálja maradásra bírni, az újságírói lelkiismeretre, szakmai önérzetre hivatkozik, ám Hildynek elege van a hazugságokból, a hektikus életviteltől. Walter annyit kér, legalább az akasztást csinálja végig, de Hildy elhatározása végleges, az éjféli gyorsvonattal mindenképpen  elutazik. Azért elárulja, menyasszonya, Peggy Grant a környék egyik mozijában kíséri orgonán a némafilmeket, ma dolgozik utoljára. Walter egy meglehetősen tisztességtelen húzással elmegy a moziba, rendőrnyomozónak adja ki magát, aki egy Hildy Johnson nevű szexmániás exhibicionista felügyelője. Közli a menyasszonnyal, Hildy nagyon beteg, gyógyulására semmi esély, bontsa fel az eljegyzést és saját érdekében minél messzebbre utazzon tőle. Peggy már majdnem hisz neki, de éppen ekkor telefonál neki Hildy, a helyzet tisztázódik. Hildy csúnyán leteremti Waltert, még „zrityószétrúgást” is kilátásba helyez számára.
A vonat indulásáig még van pár óra, ezalatt Hildy beugrik a bíróság sajtószobájába kollégáihoz, egy rövid legénybúcsút tartani, ehhez a szesztilalom ellenére jókora adag italt is visz magával. A bulit egy feldúltan beeső nő zavarja meg, Mollie Malloy, a jólelkű prostituált, aki befogadta és gondját viselte az elesett Earlnek. Elmondja, Earl nem bolsevik rém, csak egy egyszerű, jólelkű, kissé idealista fiatalember, aki a prostituáltak jogaiért tüntetett, mikor egy rendőr ok nélkül belekötött és ráfogta a pisztolyát. A dulakodás közben a pisztoly véletlenül sült el, eszében sem volt a rendőrt lelőni. Ezután a történet teljes kiforgatása miatt hazug, lelkiismeretlen, szenzációhajhász társaságnak nevezi az összegyűlt újságírókat. Mikor az ablakból meglátja az akasztófát, sírva fakad, ám azok csak nevetnek rajta. Molly leköpi őket, majd elrohan. Hildy az irodában megismerkedik a Walter által gyorsan odarendelt utódjával, a zöldfülű Rudy Kepplerrel, aki segítségre szorul még a legegyszerűbb teendőkben is.
Hildy az ivászat közben humorosan cinikus stílusban kiosztja kollégáit, ám a bulit a betoppanó ügyefogyott és korrupt „becsületes” Hartman seriff érkezése zavarja meg, aki sajtójegyeket oszt az akasztásra. Kiselőadást tart anarchistákról és kommunistákról, akiket „kötéllel kell rendre tanítani”. Hildy ekkor csípősen odavágja, az igazság teljesen nyilvánvaló: Williamsnek kizárólag a jövő héten esedékes polgármesteri és seriffválasztások miatt kell meghalnia, az akasztás hozhat pár százezer szavazatot a kommunistaellenes polgároktól. Egy keresetlen párbeszéd során biztosítják egymást, hogy az elválás mindkettőjük számára örömteli, majd a seriff sértődötten elvonul.
Ezalatt az épület másik felében még egyszer utoljára megvizsgálja Earl elmeállapotát egy pszichológus, a Bécsből erre az alkalomra érkezett Dr. Eggelhoffer. Kikérdezi Earlt, majd eljátszatja vele a gyilkosságot. Ő lesz a rendőr, Earl meg egészen pontosan mutassa meg, mit csinált, ehhez a seriff a valódi pisztolyát is odaadja Earlnek. Earl még egyszer visszakérdez: pontosan? A sajtószobában vígan szól az ének, mikor a lövéseket meghallják. Pillanatok múlva mindenütt rendőrök rohangásznak, lövöldöznek, majd egy rendőr közli, Earl belelőtt Dr. Eggelhofferbe és megszökött.
Az újságírók elrohannak a szenzációra. A seriff elmeséli nekik a szökést, de azt elhallgatja, hogy ő adta oda a töltött pisztoly Williamsnek. A bíróság öreg takarítónője viszont elmondja Hildynek, hogyan történt a dolog valójában. A szökést a rádió is bemondja, folyamatosan érkeznek a bejelentések, hol itt, hol ott látták Williamset, végül Chicago egész rendőrsége őt keresi. Hildy fent bedobja a hírt, megérkezett a polgármester, erre az össze újságíró elrohan interjúért. Hildy a kiürült szobából felhívja Waltert és elmeséli neki a szökés igazi történetét, majd telefonon megbeszéli Peggyvel, jöjjön érte taxival.
Hildy az üres sajtószobában még meginná az ottmaradt italt, mikor nagy csörömpölést hall. Egy apró, vékonydongájú, a karján meglőtt kis emberke zuhan be az ablakon keresztül a szobába, Earl Williams, a bolsevik rém, akitől egy egész város retteg.
Miközben Peggy türelmesen várakozik a taxiban, Hildyből csak kitör az újságírószellem, felhívja Waltert, akivel nem sokkal hamarább durván és véglegesen összeveszett, majd közli a valódi szenzációt, nála van Earl Williams. Walter nem akar hinni neki, rákérdez, hol nála, majd mindent lecsapva rohan a bíróság sajtóirodájába, hogy mindenki előtt titokban szenzációs interjút készítsenek Williamssel. Mire hajnalban Earl alatt kinyílik a csapóajtó, utcán is lesz az Examiner szenzációs különkiadása.
Miközben a többi lap tudósítója a kórházba rohan, hogy interjút készítsen a férfiassága táján meglőtt Dr. Eggelhofferrel, megérkezik Walter, majd később az Earl miatt aggódó Molly. Gyorsan összehoznak egy fotót, de kevés az idő. A többieknek nem szabad megtudniuk Earl rejtekét. A karján meglőtt Earlt beteszik a Chicago Tribune különc, fűzfapoéta újságírója, a nyíltan meleg Bensinger hatalmas, rolós tetejű íróasztalába azzal, ha kettőt zörgetnek baj van, ha hármat, ki lehet jönni. A taxiból feljövő Peggyvel Hildy megbeszéli, a vasútállomáson találkoznak. Peggy elmondja, ha Hildy nem lesz ott, ő akkor is fel fog szállni a vonatra és köztük mindennek vége.
Időközben lassan visszaszivárognak a kollégák, köztük Bensinger is. Mindenáron ki akarja nyitni az íróasztalát, Walter már nem tudja, mivel terelje el a figyelmét. Hatalmas újságírónak és költőnek  nevezi, megkéri, írjon egy imát Earl üdvéért. Hagyja ott a Tribune-t, dupla pénzzel felveszi, azonnal jelentkezzen az Examiner szerkesztőségében. Az íróasztalt is azonnal odaviteti, nem kell többé bírósági tudósításokat írnia. A dupla pénz hallatán Bensinger lelkesen távozik imát írni. Walter felhívja Duffyt, a szerkesztőségi titkárt, tartsa ott Bensingert, míg be nem fejezi az imáját, utána mondja, hogy pocsék, majd rúgja ki. Közben teherautót és markos legényeket rendel az íróasztal elszállítására, azaz Earl épületből való kicsempészésére.
Közben a politika is közbeszól. Egyenest az állam kormányzójától érkezik Mr. Plunket, táskájában Earl kormányzói kegyelmével, ám az újraválasztásra készülődő polgármester a családosok és a kommunistaellenesek szavazataira számítva mindenképpen ki akarja végeztetni Earlt. A szökésre hivatkozva nem veszi át a kegyelmi okmányt, majd elküldi Plunketet a saját kontójára egy kínai étterembe (valójában egy titkos kínai kuplerájba, törzshelyére) azzal, hogy majd reggel jöjjön vissza, addig biztos elfogják Earlt. A seriffre ráparancsol, ha kell, ezer embert is vezényeljen ki, reggelre lógjon Earl, vagy mindketten bukni fognak a közelgő választásokon.
Közben lassan visszaszállingóznak az újságírók a sajtóközpontba. Egyiküknek eszébe jut, Earl sehová sem menekülhetett, hiába keresik a városban, minden bizonnyal még a házban van. Lassacskán Hildy, Walter és Mollie is gyanúba kezd keveredni. A kirúgott és visszatért Bensinger az íróasztalát akarja kinyitni, Hildy háttal nekitámaszkodva már erővel tartja vissza. Molly Earl lelepleződésének elkerülésre odakiált az újságíróknak: „akarjátok tudni hol van Earl Williams? Megmondom, gyertek utánam”, ezzel kiugrik a második emeleti ablakból. Alaposan összetöri magát, de nem hal meg. Az újságírók lerohannak az udvarra, az újabb szenzációra.
A helyzet egyre melegebb. Az íróasztalból elkezd Earl vére szivárogni, Hildy titokban feltörli. A közben odaérkező seriff megtalálja a saját pisztolyát a szobában, melyet ő adott oda Earlnek. Lassan hisztérikus rohamot kap. Először szinte sírva könyörög, mondják meg hol van Wiiliams, majd fenyegetőzni kezd, hisztérikus szónoklatot ad elő a csatornából előbújó bolsevikokról, akik felmásznak a zászlórúdra és lerágják a csillagos-sávos lobogót. Walter kuncogva nézi a seriff kirohanását, komoly idegi kezelést javasol neki, mert beteg-beteg-beteg, eközben megfeledkezve magáról, háromszor rácsap az íróasztal rolójára. A korábban megbeszéltek szerint Earl előjön. Teljes a lebukás.
Earl visszakerül a siralomházba, Hildy és Walter meg a fogdába. A szomszéd, ráccsal elválasztott cellában egy bús képű, kissé kapatos ember ücsörög, a kínai kuplerájból részegség miatt bevitt Plunket, táskájában még mindig Earl kegyelmével. Hildy elkezd a polgármesterről beszélni, mire a részeg Plunket felfigyel. Elmondja, ő a polgármester jó barátja, az ő számlájára mulatozott egész este, most jön a kormányzótól, nála van a kegyelmi kérvény. Először részegnek vélik, de megmutatja az okmányt.
A polgármester és a seriff teljes diadalt aratnak. Meglátogatják Hildyéket a fogdában, jó sok évet kilátásba helyezve számukra. Walter ekkor közli velük, kéne egy jobb cella, mert holnapra ők költöznek bele hatalommal való visszaélés meg hasonló okokból, ahogy ezt már megbeszélték öreg cimborájukkal, Plunkettal. A polgármesternek megnyúlik az arca, először azt hazudja, sosem látta Plunketet, de az felismeri. Ezután azonban igazi politikus módon gyorsan kivágja magát, nagyon örül a kegyelmi kérvénynek, ezzel Chicago városát felmentették egy emberélet kioltásának kínos kötelessége alól, a seriff meg azonnal eressze szabadon két kiváló barátját, Hildyt és Waltert. Ekkora színészi teljesítményre már a dörzsölt Walter sem tud mit reagálni. Hildy kérése, éjfélig még van húsz perc, tartsák vissza vonatot, kettejüket meg szirénával kísérjék a pályaudvarra, ahol Peggy várja Hildyt.
Walter látszólag belenyugodott Hildy elvesztésébe. Búcsúajándékként odaadja neki zsebóráját, amit még az ő főnökétől kapott. Hildy egészen meghatódik, majd elbúcsúznak, a vonat elindul. Walter meghatottan integet, majd egyenest a távírászhoz megy, azonnal adjanak fel egy táviratot a legközelebbi megálló seriffjének, egy bizonyos Hildy Johnsont tartóztasson le, mert ellopta a zsebóráját... Walter nem engedi, ami az övé...
...Hildy és Peggy végül nem házasodtak össze. Hildy visszatért Walter mellé, majd főszerkesztő lett. Walter nyugdíjba vonult, majd egyetemi előadásokat tartott az újságíróetikáról(!). A seriffet vesztegetésért lecsukták, a polgármester majdnem kormányzó lett. Bensinger és a kezdő Rudi összemelegedtek. Earl és Mollie összeházasodtak, majd péküzletet nyitottak. Dr. Eggelhoffer nagy sikerű könyvet írt „Az impotencia örömei” címmel...
|  | Itt a vége a cselekmény részletezésének! |

## Hibák
- A második magyar szinkronban a cselekmény korában még nem létező, vagy nem közhasználatú kifejezéseket is használtak, például a „paralimpia” kifejezést 1988-ban használták először Koreában, a film időpontjában nem létezett.
- Peggy Grant a Balaban & Katz cég State nevű mozijában játszott, orgonán kísérte a némafilmeket. A State mozi (5814 W. Madison) 1929. november elsején nyitott, a film cselekményének időpontjában még nem létezett.

## Szereplők
| Szereplő                                                        | Színész          | Magyar hang                                          | Magyar hang                           |
| Szereplő                                                        | Színész          | 1980                                                 | 1999                                  |
| --------------------------------------------------------------- | ---------------- | ---------------------------------------------------- | ------------------------------------- |
| Hildebrand 'Hildy' Johnson, a Chicago Examiner újságírója       | Jack Lemmon      | Haumann Péter                                        | Józsa Imre                            |
| Walter Burns / Otto Fishbine, a Chicago Examiner főszerkesztője | Walter Matthau   | Szabó Gyula                                          | Szilágyi Tibor                        |
| Peggy Grant, Hildy philadelphiai menyasszonya, zenész és énekes | Susan Sarandon   | Kovács Nóra                                          | Kocsis Judit                          |
| 'Becsületes Pete' Hartman seriff, Chicago korrupt seriffje      | Vincent Gardenia | Szabó Ottó                                           | Kránitz Lajos                         |
| Roy Bensinger, a Chicago Tribune meleg bírósági tudósítója      | David Wayne      | Benkő Gyula                                          | Versényi László                       |
| Kruger, újságíró                                                | Allen Garfield   | Körmendi János                                       | Gesztesi Károly                       |
| Earl Williams, a „bolsevik rém”                                 | Austin Pendleton | Maros Gábor                                          | Szokol Péter                          |
| Murphy, újságíró                                                | Charles Durning  | Inke László                                          | Csuja Imre                            |
| Schwartz, újságíró                                              | Herb Edelman     | Kaló Flórián                                         | Csurka László                         |
| Dr. Max J. Eggelhofer, bécsi pszichológus                       | Martin Gabel     | Csákányi László                                      | Pataky Imre                           |
| Chicago polgármestere, becenevén Herbie és Zöld Lódarázs        | Harold Gould     | Gruber Hugó                                          | Uri István                            |
| Jacobi, rendőrtiszt                                             | Cliff Osmond     | Hadics László                                        | ?                                     |
| McHugh, újságíró                                                | Dick O'Neill     | Makay Sándor                                         | Dobránszky Zoltán                     |
| Rudy Keppler, Hildy zöldfülő utóda                              | Jon Korkes       | Dunai Tamás                                          | Viczián Ottó                          |
| Endicott                                                        | Lou Frizzell     | Láng József                                          | ?                                     |
| Plunkett, a Kormányzó futára                                    | Paul Benedict    | Csurka László                                        | ?                                     |
| Jennie, takarítónő a bíróságon                                  | Doro Merande     | Komlós Juci                                          | Kassai Ilona                          |
| Wilson                                                          | Noam Pitlik      | Szatmári István                                      | ?                                     |
| Taxisofőr                                                       | Joshua Shelley   | Kautzky József                                       | Verebély Iván                         |
| Telegráfos a pályaudvaron                                       | Allen Jenkins    | Füzessy Ottó                                         | ?                                     |
| Duffy, Walter cukorbeteg titkára                                | John Furlong     | Suka Sándor                                          | Izsóf Vilmos                          |
| Rendőrségi diszpécser                                           | Biff Elliot      | Verebes Károly                                       | ?                                     |
| Myrtle                                                          | Barbara Davis    | ?                                                    | ?                                     |
| Butch, nagydarab szállítóember                                  | Leonard Bremen   | Farkas Antal                                         | ?                                     |
| Mollie Malloy, prostituált                                      | Carol Burnett    | Kovács Zsuzsa                                        | Spilák Klára                          |
| További szereplő                                                | –                | Buss Gyula Képessy József Komlós András Surányi Imre | Melis Gábor Orosz István Rudas István |

## A filmről
A film Ben Hecht és Charles MacArthur színdarabja után készült. A darabot hat alkalommal filmesítették meg, először 1931-ben, majd 1940-ben, 1948-ban (angol változat), 1963-ban (NSZK tévé változat), 1974-ben, utoljára Szemenszedett szenzáció (Switching Channels) címmel 1988-ban, ahol Hildy Johnson szerepét női karakterként Kathleen Turner játszotta. A film eredeti címe, a The Front Page az újságok címlapjára, a címlapsztoriként tálalt szenzációra utal. 
A legismertebb, valamint általános vélekedés szerint a legjobban sikerült a  szócikk témáját képező 1974-es változat. A helyenként bővérű, de összességében elegáns és kifinomult humorú vígjáték az újságíró szakma mélységeit, a hazugságokat, a manipulációt, egy címlapsztori kedvéért akár a legmélyebb aljasságra is képes újságírói mentalitást mutatja be, mindezt az 1920-as évek végének teljes hitelességű környezetébe helyezve. A film összes verziója  közül ez volt az egyetlen, melyben a kivégzésére készülő Earl Williams is vígjátéki figuraként jelenik meg.
A belső jeleneteket stúdióban, az utcajeleneteket San Francisco olyan utcáin forgatták, melyek emlékeztettek a korabeli Chicagóra.
A filmet 1980-ban, hat év késéssel mutatták be a magyarországi mozikban, rendkívül nagy sikerrel. Több alkalommal adták televízióban, majd 2007 körül DVD lemezen is megjelent. Két magyar szinkron is készült. A vélekedések szerint technikailag gyengébb, de minden más szempontból lényegesen jobban sikerült eredeti szinkronnal adták a mozikban, valamint régebben a televízióban. A DVD változaton egy technikailag kifogástalan, de a szöveg fordítása tekintetében kevésbé jól sikerült változat van.

## Érdekességek
- A film első, 1980-ban készült szinkronja szerint Earl Williams a kapitalizmus és kizsákmányolás ellen tüntetett, a második szinkron szerint a prostituáltak jogaiért, hogy tömörüljenek szakszervezetbe a stricik ellen.
- A művelt és olvasott, de szinte az ügyefogyottságig naiv Williams a  pszichológiai vizsgálat alatt az első verzióban tagadja, hogy bolsevik lenne „Ki a bolsevik?”. Az új szinkron szerint, magát a szót sem ismeri „Mi az, hogy bolsevik?”.
- Walter Matthau és Jack Lemmon közösen nyert legjobb vígjátéki színész kategóriában jelölést, valamint díjat.
- A rendőrgyilkos rém szerepét, akitől egész Chicago retteg, az igen apró termetű és vélkonydongájú Austin Pendleton alakítja.
- Ez a film volt Susan Sarandon első nagyobb szerepe a filmvásznon.
- A kezdő Rudy Kepplert alakító Jon Korkes magyar származású, 1945. január 1-jén született Budapesten, a család 1956-ban távozott Amerikába.
- A film második szinkronjában a korrupt seriffet, és a Szemenszedett  szenzáció más nevű, de vele azonos karakterének magyar hangját egyaránt Kránitz Lajos alakította.
- A Chicago Examiner egy valóban létező lap volt. Jogelődeit és utódait is beszámítva 1893 és 1974 között létezett. Jellegében a filmben is látható módon rámenős bulvárlap volt. Chicago Examiner néven 1908 és 1917 között futott, a film időpontjában Herald Examiner volt a neve. 1974-ben Chicago Today néven szűnt meg. A filmben említett Chicago Tribune egy mai napig létező újság.

## Elismerések
David di Donatello Awards (Olaszország):
- Billy Wilder – legjobb filmrendező, külföldi filmek kategória, 1975
- Jack Lemmon és Walter Matthau – legjobb külföldi színész kategória, 1975

Golden Globe-díj USA
- Legjobb film jelölés, vígjáték kategória, 1975
- Jack Lemmon és Walter Matthau- legjobb vígjátéki színész díj, 1975

Writers Guild of America, USA  
- WGA Award jelölés – legjobb, más forrásból adaptált forgatókönyv után Billy Wilder és I.A.L. Diamond